# Высший уголовный суд Шотландии
Вы́сший уголо́вный су́д Шотла́ндии (дословно Высо́кий су́д юстициа́риев; англ. High Court of Justiciary) — высшая судебная инстанция по уголовным делам в Шотландии.
Он является одновременно судом первой инстанции и апелляционным судом, который принимает окончательное решение по всем уголовным делам на территории Шотландии. В качестве суда первой инстанции он рассматривает наиболее важные и сложные дела, заседает в основном в историческом здании шотландского парламента в Эдинбурге, но также может проводить выездные заседания в других местах по всей территории Шотландии. В качестве апелляционного суда заседает только в Эдинбурге.
Высший уголовный суд также проводил один раз своё заседание вне пределов Шотландии, когда рассматривал дело о террористическом акте в небе над Локерби на бывшей военной базе ВВС США Кэмп-Зейст в Утрехте, в Нидерландах. Там состоялся суд над двумя ливийцами, виновными в преступлении.

## История основания
Высший уголовный суд был основан в 1672 году, предпосылки к его возникновению исходят от старейшего шотландского судебного органа Колледжа Правосудия, а также от средневековых королевских судов и судов баронства. В Средние века на Британских островах Юстициарием (Justiciar — королевский судья) называли специального чиновника, который по поручению короля или в его отсутствие выполнял функции главы исполнительной либо судебной власти. Он не имел своей собственной резиденции, поэтому для рассмотрения дел разъезжал по всей территории страны (обычно выполнял функции судьи на территории Ирландии или Шотландии). С 1524 года Юстициарий в Шотландии или его заместитель должны были постоянно заседать в Эдинбурге, впоследствии в 1532 году был создан Колледж Правосудия.

## Юрисдикция

### Суд первой инстанции

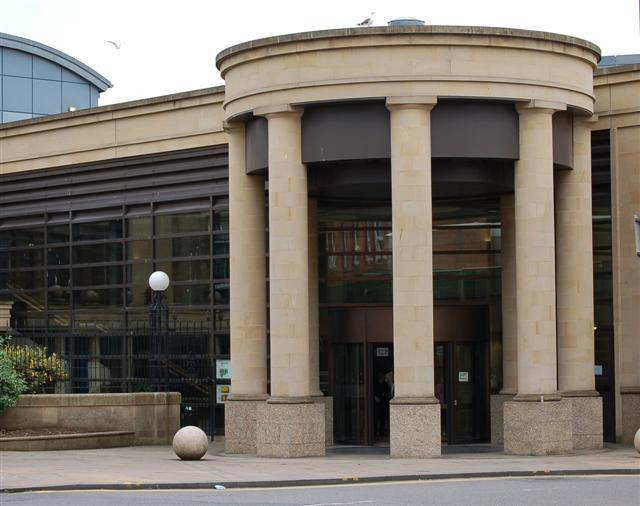
Резиденция суда в Глазго

В качестве суда первой инстанции рассматриваются уголовные дела о совершении наиболее серьёзных преступлений. Дела слушаются в составе одного судьи и 15 присяжных заседателей, в наиболее сложных случаях возможно одновременное участие сразу двух и более судей. Шотландское прецедентное право уникально тем, что в нём существует три возможных варианта вердикта присяжных: «виновен», «не виновен», и «не доказано». Два последних являются оправдательными без возможности повторного суда, а вердикт «не доказано» также иногда в шутку называют «не виновен, но больше так не делай».
Высший уголовный суд обладает юрисдикцией в отношении всех преступлений совершённых на территории Шотландии. На практике, однако, он ограничивается лишь тем, что обычно занимается рассмотрением преступлений, таких как убийство и изнасилование, в отношении которых у него существует исключительная юрисдикция, а также других тяжких преступлений.

### Апелляционная инстанция
Апелляции могут быть поданы в Высший уголовный суд на решения судов низшей инстанции (шерифских либо районных), заседающих в качестве суда по уголовным делам. Также он может рассматривать апелляции на свои решения, если им рассматривалось уголовное дело в качестве суда первой инстанции. Все апелляции рассматриваются в составе трёх и более судей.
Решения Высшего уголовного суда, вынесенные по апелляционным жалобам, окончательны и не подлежат дальнейшему обжалованию (в самом суде). Однако заявители, которые не согласны с решением и желают его обжаловать, могут обратиться в Комиссию по пересмотру уголовных дел, обладающую правом обращения с апелляцией в Высший уголовный суд, если решит, что была допущена серьёзная судебная ошибка. Кроме того заявители также вправе обратиться в Верховный суд Великобритании или Европейский суд по правам человека, если решение суда принято на основании противоречивого закона.

## Судьи
Судей назначает британская королева по предложению Первого министра Шотландии, который консультируется с Комитетом по отбору судей в Шотландии. Судом руководит Главный судья-лорд, который возглавляет также и Сессионный суд и всю судебную систему Шотландии в целом. Существует также должность Судьи-лорда клерка, который является вторым самым старшим судьёй в Шотландии после Главного судьи-лорда.
Все судьи Высшего уголовного суда являются одновременно судьями Сессионного суда, как и наоборот, и могут поочерёдно заседать в них.